# Abbaye de Warden
L’abbaye de Warden (appelée également Sainte Marie de Sartis) est une ancienne abbaye cistercienne située dans la ville d'Old Warden, dans le comté du Bedfordshire), en Angleterre. Comme la plupart des abbayes britanniques, elle a été fermée par Henry VIII durant la campagne de dissolution des monastères.

## Histoire

### Fondation
L'abbaye est fondée sur une terre très récemment défrichée (son autre nom, Sartis, vient de « assarts » ou essarts, qui signifie défrichement). C'est la première abbaye cistercienne du Bedfordshire. Son fondateur est Walter Espec, seigneur de ce comté ; il invite les moines de Rievaulx à venir fonder sur son territoire une abbaye. La charte de fondation en est confirmée par Étienne d'Angleterre dans les premières années de son règne.

### Moyen Âge
Les moines mettent en valeur le terrain défricher et le rendent très productif. La renommée du monastère s'accroît, au point que le pape confie des missions importantes à son abbé (contrôle de l'élection de l'abbé de Bury St Edmunds en 1215 et de l'abbesse de Shaftesbury en 1217, suspicion sur la probité de l'abbé de Tewkesbury en 1224). En 1242, le neuvième abbé, Adam, est nommé évêque (en) de Connor.
L'abbaye de Warden est celle qui souffre le plus des violences de Falkes de Breauté, un seigneur au service de Jean sans Terre, qui blesse des moines et va jusqu'à en tuer un vers 1250 ; cependant, il fait repentance au bout de quelques années.

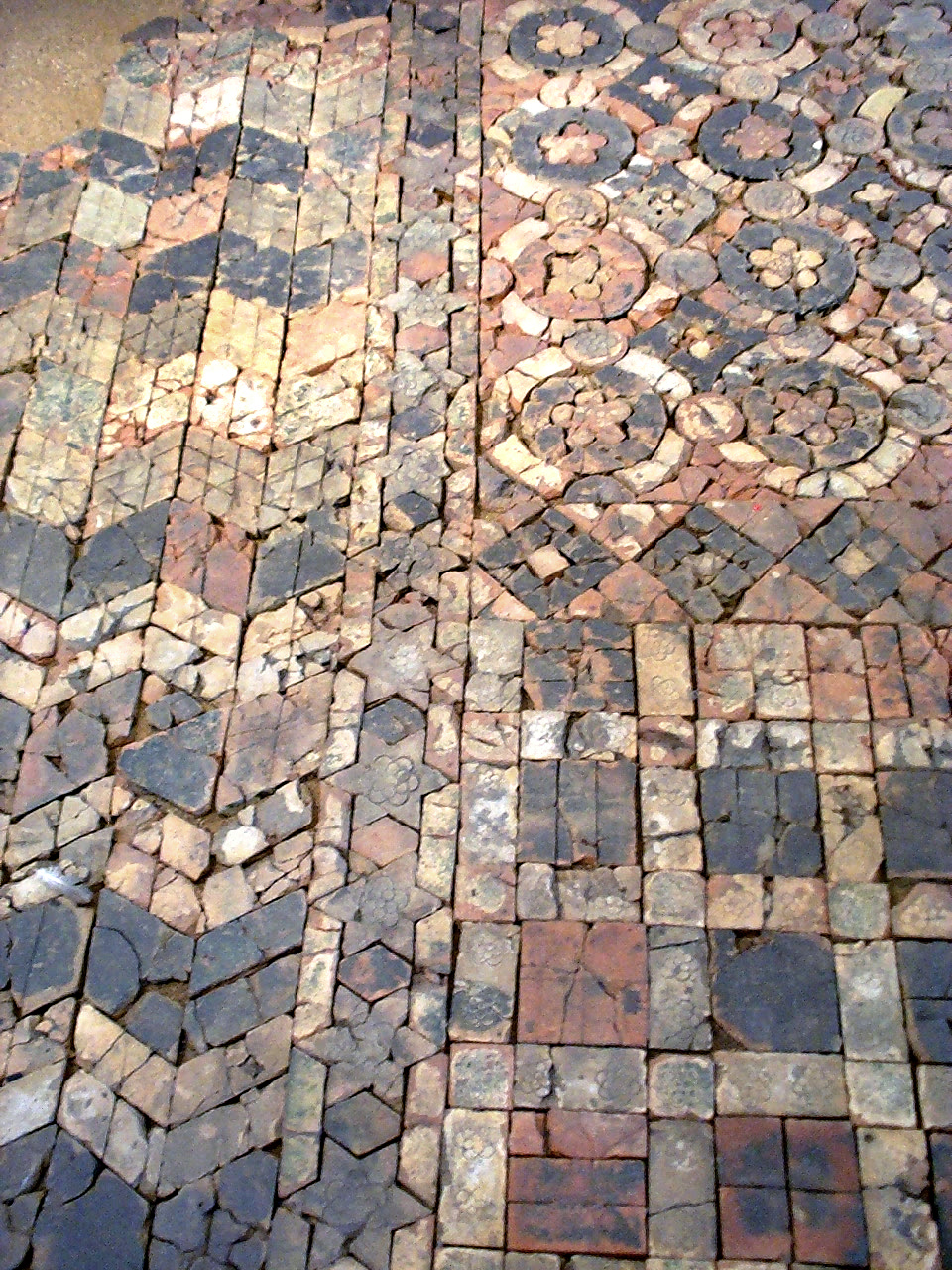
Le pavage de la nouvelle abbatiale du XIVe siècle.

Au XIVe siècle, comme dans de nombreuses autres abbayes anglaises, l'abbatiale est reconstruite. La construction commence en 1323, et ruine le monastère, les moines ayant été plus soucieux de prestige que d'économie, bâtissant, une véritable cathédrale ; les moines sont donc autorisés par l'évêque à lancer une collecte qui permet de récolter des fonds et de terminer les travaux en 1366.

### Liste des abbés de Warden
- Simon, premier abbé, attesté vers 1150
- Payn, attesté en 1186 et en 1195
- Warin, attesté en 1199
- Roger, attesté en 1200 ou 1201
- Warin, attesté en 1204 ou 1205
- Laurence, attesté en 1209 ou 1210
- Henry, mort en 1216
- Roger, attesté en 1223
- Adam, attesté en 1234 et en 1242, mort en 1244
- William de Sheldwick, attesté en 1254
- Alexander de Reynes, attesté en 1259 et en 1262
- John, attesté en 1290
- Ralf of Harrold, élu en 1304, mort en 1313
- Geoffrey of Stanford, élu en 1313
- Robert of Odell, attesté en 1324
- William, attesté en 1331 et en 1346
- John, attesté en 1428
- John Fraunceys, élu en 1447, attesté en 1454
- Augustine London, attesté en 1509 et en 1529
- Henry Emery, déposé en 1537[4]

### Dissolution du monastère
Le 4 septembre 1536, comme l'immense majorité des monastères britanniques, à la suite de la rupture entre Henry VIII et l'Église catholique, l'abbaye de Warden est fermée et détruite lors de la campagne de dissolution des monastères. Le site est attribué à Robert Gostwick. Une maison est rebâtie à partir de 1560 avec les matériaux de l'abbaye, des briques rouges essentiellement. Durant le XVIIIe siècle, l'ensemble est racheté par Samuel Whitbread, dont la famille le possède toujours.